# Austrian Football Division Ladies 2 2012
La Austrian Football Division Ladies 2 2012 è la 1ª edizione del campionato di football americano femminile di secondo livello, organizzato dalla AFBÖ.

## Squadre partecipanti
| Club                   | Città    | Stadio | Sponsor ufficiale | Risultato nella stagione 2011 |
| ---------------------- | -------- | ------ | ----------------- | ----------------------------- |
| Budapest Wolves Ladies | Budapest |        |                   |                               |
| Danube Dragons Ladies  | Vienna   |        |                   |                               |
| Vienna Vikings Ladies  | Vienna   |        | Dacia             |                               |

## Stagione regolare

### Calendario

#### 1ª giornata
| 6 maggio 2016 | Vienna Vikings Ladies | 41 – 0 | Danube Dragons Ladies |  |

#### 2ª giornata
| 12 maggio 2016 | Danube Dragons Ladies | 0 – 35 | Vienna Vikings Ladies |  |

#### 3ª giornata
| 28 maggio 2016 | Budapest Wolves Ladies | 0 – 28 | Danube Dragons Ladies |  |

#### 4ª giornata
| 3 giugno 2016 | Budapest Wolves Ladies | 0 – 42 | Vienna Vikings Ladies |  |

#### 5ª giornata
| 9 giugno 2016 | Vienna Vikings Ladies | 53 – 0 | Budapest Wolves Ladies |  |

#### 6ª giornata
| 24 giugno 2016 | Danube Dragons Ladies | 22 – 0 | Budapest Wolves Ladies |  |

### Classifica
La classifica della regular season è la seguente:
- PCT = percentuale di vittorie, G = partite giocate, V = partite vinte,  P = partite perse, PF = punti fatti, PS = punti subiti

| Pos. | Squadra                | PCT   | G | V | N | P | PF  | PS  |
| ---- | ---------------------- | ----- | - | - | - | - | --- | --- |
| 1    | Vienna Vikings Ladies  | 1.000 | 4 | 4 | 0 | 0 | 171 | 0   |
| 3    | Danube Dragons Ladies  | .250  | 4 | 2 | 0 | 2 | 50  | 76  |
| 2    | Budapest Wolves Ladies | .000  | 4 | 0 | 0 | 4 | 0   | 145 |

## I Finale
| 30 giugno 2012 | Vienna Vikings Ladies | 26 – 0 (0-0 6-0 13-0 7-0) | Danube Dragons Ladies |  |

## Verdetti
- Vienna Vikings Ladies Vincitrici della Austrian Football Division Ladies 2 2012